# لهجة خليلية
اللهجة الخليلية هي إحدى اللهجات الفلسطينية، ويتحدث بها سكان مدينة الخليل الفلسطينية دون قراها، وهي مستقلة عن غيرها تماما تمتاز بوفرة مفرداتها التي ظهرت نتيجة امتزاج لهجات عديدة.

## الخصائص
- تمتاز بطول النغمة الموسيقية والكلمات بها.
- طول الكلمات. مثال: ماذا تقول..؟ ---> شـُو بْتِحْكـِي؟
- يقلب حرف القاف إلى همزة "ء" في الكلمات العربية. مثال: قبل --> أبل، قالوا --> آلوا.
- إذا اجتمعت همزتان متتاليتان، فإن الهمزة الأولى تُقلب إلى "هـ"، ليس عند الكل. مثال: أقول لك --> أقللك --> أؤللك أو هؤللك.
- بعض الكلمات تبقى كما هي في لهجة اللغة العربية الفصحى مثال: قانون، قارب.
- تقلب الكلمات التي يوجد فيها حرف الثاء إلى تاء أو سين مثال: ثواني --> سواني ،، كثير --> كتير.
- بعض الكلمات تميز اللهجة الخليلية مثل (هئيتة، هلئيته).
- التاء تقرن بالهمس القريب من السين في بعض الكلمات.
- يرقق أهل الخليل كلمات ويفخم كلمات، بلا قاعدة معينة، إنما الشائعة أنهم يفخمون كل شيء خلفه حرف الراء
- يلفظ أهل الخليل الأفعال الماضية بكسرها أو بحذف الألف، مثلا: { أذنب: إزنب: زنب }، { أفرق: إفرق: فرق }، { أطلع: إطلع: طلّع }
- الخليل تكسر بداية 50% من الكلام على عكس باقي مدن الضفة الغربية، مثلاً:

تقول الضفة كلها ما عدا الخليل: تـُم، وتعني فم، أما الخليل فتقول: تـِم
وغيرها من الكلمات، إلا أن بعضها لا يتم كسره
- تعبر الخليل عن كلمة [ الآن ] بكلمات: هلئيت - هلأ - هئيت
- تعبر الخليل عن كلمات [ ليس بعد ] بكلمات: اسّعان

## أمثلة على الجمل الخليلية
ماذا فعلت البارحة -----> شُو اعْمِلِتْ امْبَارِحْ
أذهب فاقرأ القرآن هو أفضل لك ----> رُوحْ اقْرَألَكْ القُرْآن أحْسَنْلَك
لماذا فعلت هذا ----> لِيشْ اعمِلِتْ هيك
تغيظني الدولة بسياساتها وخصائصها المدمرة ---> بِتْغِيـزْني الدُوُلِة ابْسِيَاسِتـَّا وخَصَائِصَّا المُدَمِّرة
وبعض العائلات تلفظ حرف الهاء فتقول --->  بِتْغِيـزْني الدُوُلِة ابْسِيَاسِتـَّها وخَصَائِصَّها المُدَمِّرة

## بعض الكلمات
| الكلمة            | المعنى                                                               |
| ----------------- | -------------------------------------------------------------------- |
| بِدِّي               | أريد                                                                 |
| شُو                | ماذا                                                                 |
| كيفك              | كيف حالك                                                             |
| الله يسعدك        | للدعاء                                                               |
| هون، هوني         | هنا                                                                  |
| لإنّو              | لأنه                                                                 |
| شو عليه           | لا بأس                                                               |
| هأيت، هلئيت، هلأ  | الآن                                                                 |
| أتلمض             | أكل تسالي مثل البزر والفستق                                          |
| أتمطّت             | أستلقي على السرير                                                    |
| بابا، يابا        | أبي                                                                  |
| ماما، يما         | أمي                                                                  |
| يئطع شرك          | تقال عند الخوف من شخص قريب                                           |
| يلا               | هيا بنا                                                              |
| شو مالك           | ما بك                                                                |
| سرسري             | حرامي، سراق                                                          |
| برّام              | يحب أن يكثر الكلام                                                   |
| مسَئِّع ، مايص       | تنم عن الدلع                                                         |
| هئيتة             | الآن                                                                 |
| محأة              | تقال عند تذكر حقيقة منسية                                            |
| كود               | يمكن                                                                 |
| سكملة             | هي عبارة عن طاولة صغيرة                                              |
| أبيلا             | تقال للإصرار على الرأي                                               |
| جْلَالِة             | هي عبارة عن الستارة                                                  |
| ببوج              | هو ما يلبس في القدم ليس حذاء ً ولكنه يعتبر للبيت وللاشياء غير الرسمية |
| رزنامة            | هي اللوحة التي يكون فيها الشهر واليوم والسنة                         |
| إجري، جراي        | اركض، ركض                                                            |
| درِنَة.طرموخ        | غبي                                                                  |
| إبحز لغاد         | ابعد عني                                                             |
| خِرئَة              | قطعة قماش تستخدم للمسح                                               |
| زلمة، وجمعها زلام | رجل، رجال                                                            |
| فش عندي           | لا يوجد لدي                                                          |
| عيان              | مريض                                                                 |
| يغص بالك          | نوع من الامتعاض                                                      |
| إسَّعَانْ أو إسَّعَانِة   | ليس بعد                                                              |

كلمات أقل استخداماً:
بعض الكلمات لم تعد تستخدم كثيراً، بعض كبار السن اليوم فقط يعلمونها وهي غير مستخدمة من قبل الاقل سناً، منها:
الطئيسة : غرفة تخزين على الدرج
الأندلون: خزانة للتخرين
البرنية، هشة (بكسر الهاء)، لجانة (بكسر اللام) : أوعية فخارية مختلفة للعنطبيخ وغيره
سأرأ: مغرفة كبيرة للرابوق وغيره، وللعلم: الرابوق هو السائل حلو الطعم الذي يصنع منه الدبس، وهو بدوره يصنع بعصر العنب مع الحوّر ثم يغلى مرة واحدة ويصفّى
الدست: وعاء كبير لطبخ الدبس والعنطبيخ وغيرهما
الأنجر: للتقديم، ويوضع به أطبة رز، مثل الصحن الكبير، أما الأطبة فهي مشروحة لاحقاً
أطبة: كمية رز لثلاث اشخاص مع ثلاث قطع لحمة، تكون من القدرة "الإدرة" (أكلة خليلية)
يأطب الإدرة: يفردها بأطبا أو صينية حيث القدرة تطبخ بالفرن في وعاء كبير يدعى إدرة، ثم تفرد للتقديم وقديماً عملية فرد القدرة كانت تسمى تقطيب، لكنها لا تستعمل كثيراً الآن لأن الغالبية أصبحت تقدم القدرة على سدر مثل المنسف بدل الأطبة
دخشة: غداً، لكنها لم تعد تستعمل، تستعمل بكرا محلها
باطية: وعاء لعمل المفتول
الدبّة: الطلعة، المنحدر
طه: وتقال للموافقة (Ok) وقد تلفظ بالياء بدل الهاء: :طَي
بصَحِّش: لا يجوز
عيّان: مريض